# Musée civique Giovanni Fattori
Le musée civique Giovanni Fattori (en italien : Museo civico Giovanni Fattori) est un musée d'art situé via San Jacopo in Acquaviva Livorno à Livourne, en Italie.

## Description
Le musée civique Giovanni Fattori est une structure située à Livourne. Son siège se trouve à Villa Mimbelli (it).
Le musée a été inauguré en 1994 en présence du président de la République italienne de l'époque Oscar Luigi Scalfaro.
Le musée conserve une collection de tableaux de Giovanni Fattori et d'autres macchiaioli et post macchiaioli.
D'autres œuvres d'époques diverses sont aussi présentes comme une Crucifixion de Neri di Bicci (XVe siècle).

## Histoire
Les origines du musée remontent à 1877, quand l'administration communale fonde une pinacothèque où sont rassemblées des œuvres d'artistes locaux comme Giovanni Fattori, Enrico Pollastrini et Cesare Bartolena.
Par la suite, des tableaux de Raffaello Gambogi, Silvestro Lega, Guglielmo Micheli, Adolfo Tommasi, Enrico Banti (it) viennent enrichir les collections.
À la fin du XIXe et au début du XXe siècle les collections s'étendent aux pièces archéologiques et monnaies provenant en particulier de la donation Enrico Chiellini (1893) et du tableau Volontari livornesi de Bartolena.
À la mort de Fattori (1908) la commune achète 250 dessins et 150 eaux-fortes du maître.
Le nouveau siège situé piazza Guerrazzi (it) est inauguré en 1896.
Au début des années 1930, le musée prend le nom de Musée civique Giovanni Fattori.
Pendant la Seconde Guerre mondiale, la collection est transférée en dehors de la ville soumise à de forts bombardement alliés.
À la fin du conflit, une partie de la collection est installée au deuxième étage de la villa Fabbricotti et le reste disséminé dans divers dépôts et bureaux communaux.
Entretemps, la collection incorpore les œuvres d'artistes comme Plinio Nomellini, Guglielmo Micheli, Serafino De Tivoli, Oscar Ghiglia, Ulvi Liegi (it) ainsi qu'un carton attribué à Amedeo Modigliani.
En 1994, le musée est transféré villa Mimbelli.

## Description

### Rez-de-chaussée
Billetterie et présentation d’événements culturels.

### Premier étage
Un grand escalier orné de putti mène au premier étage où se trouvent diverses salles :
- Sala postmacchiaoli : œuvres de Oscar Ghiglia, Giovanni Bartolena et la peinture Stradina Toscana attribué à Amedeo Modigliani ;
- Sala Guglielmo Micheli : œuvres de Guglielmo Micheli, élève de Giovanni Fattori et maître de Modigliani ;
- Sala Ulvi Liegi : œuvres de Ulvi Liegi, réalisées dans les années 1920-1930 ;
- Sala degli specchi : Décorée à fresque par Annibale Gatti avec la représentation de personnages de la littérature italienne ;
- Salottino giallo : décorée à fresque par Annibale Gatti ;
- Sala nera : salle avec décoration en ébène et ivoire ;
- Sala dipinto Incipit nova aetas : peinture Incipit nova aetas 408 × 310 cm, Plinio Nomellini.

### Deuxième étage
Œuvres de Giovanni Fattori et autres artistes
- Sale Fattori : trois salles comportant entre autres les toiles suivantes :
  - Assalto a Madonna della Scoperta (1868),
  - Carica di Cavalleria a Montebello (1862),
  - Mandrie Maremmane ou les Butteri (1893),
  - Campagna romana (1896),
  - La signora Martelli a Castiglioncello (1867)
  - Torre Rossa (1875) ;
- Sala Macchiaioli : Œuvres de Silvestro Lega, Telemaco Signorini, Cristiano Banti, Serafino De Tivoli, Vincenzo Cabianca, Giovanni Boldini;
- Sale Tommasi : Deux salles conservant les tableaux des frères Tommasi (Angelo, Adolfo et Ludovico);
- Sala dei ritratti : Œuvres de Vittorio Matteo Corcos et Michele Gordigiani;
- Sala Postmacchiaioli e Divisionisti: Œuvres de Eugenio Cecconi, Raffaello Gambogi, Vittore Grubicy de Dragon et Benvenuto Benvenuti (it).
- Sala Plinio Nomellini : Œuvres de Plinio Nomellini.

### Anciens greniers
Expositions temporaires dont Giovanni Fattori tra epopea e mito (22 avril - 6 juillet 2008) à l'occasion du centenaire de la mort de l'artiste.

## Images

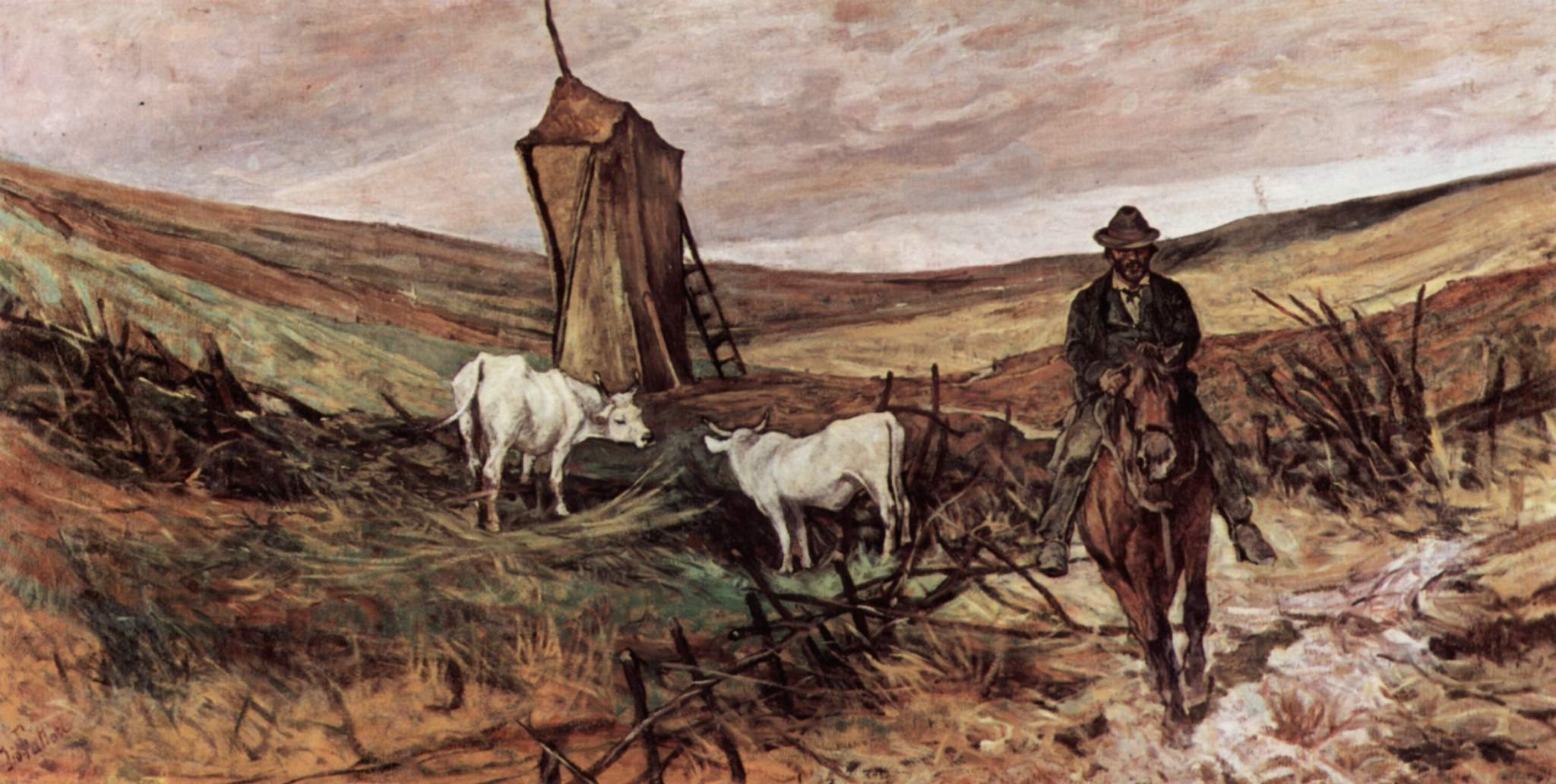
G. Fattori, Campagna romana
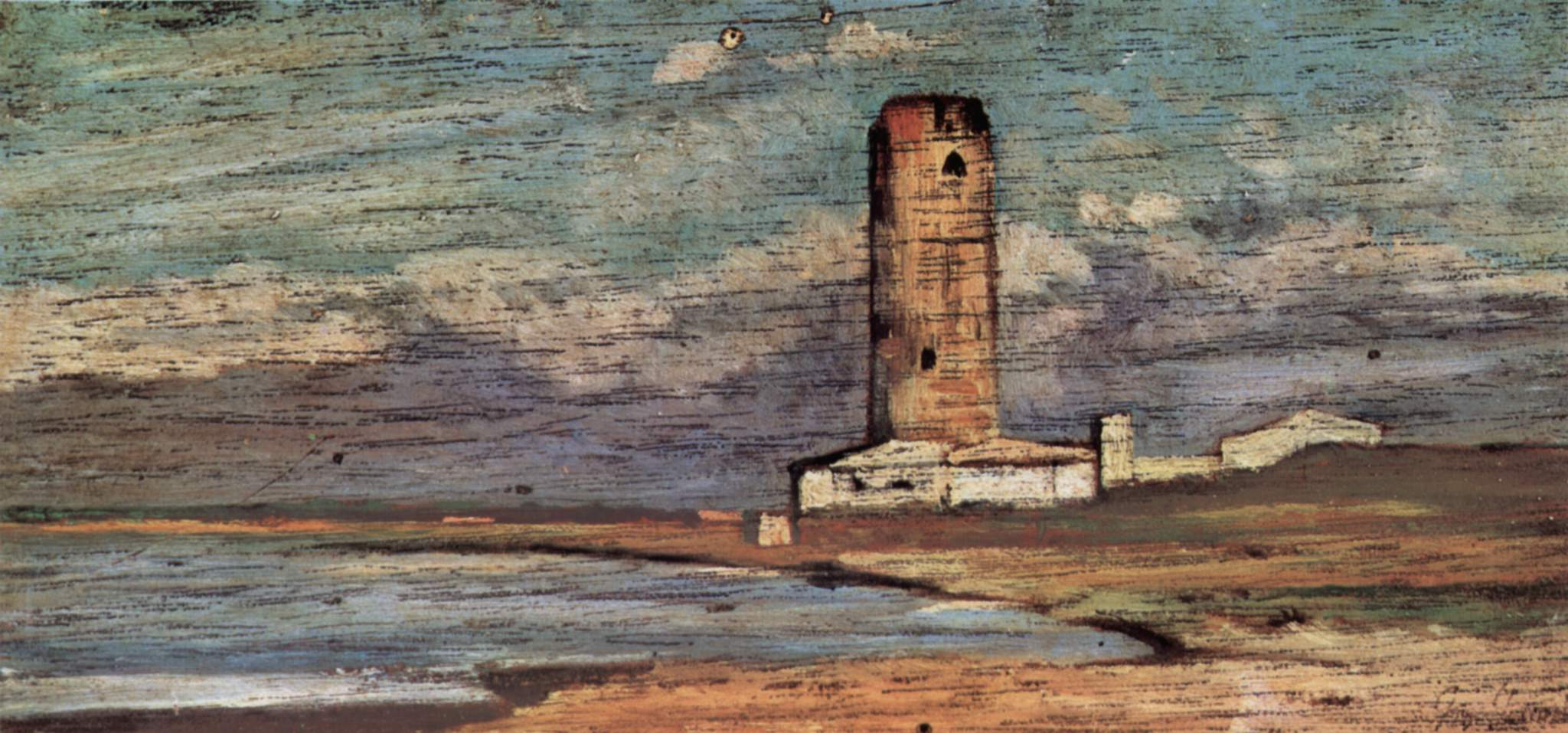
G. Fattori, Torre Rossa
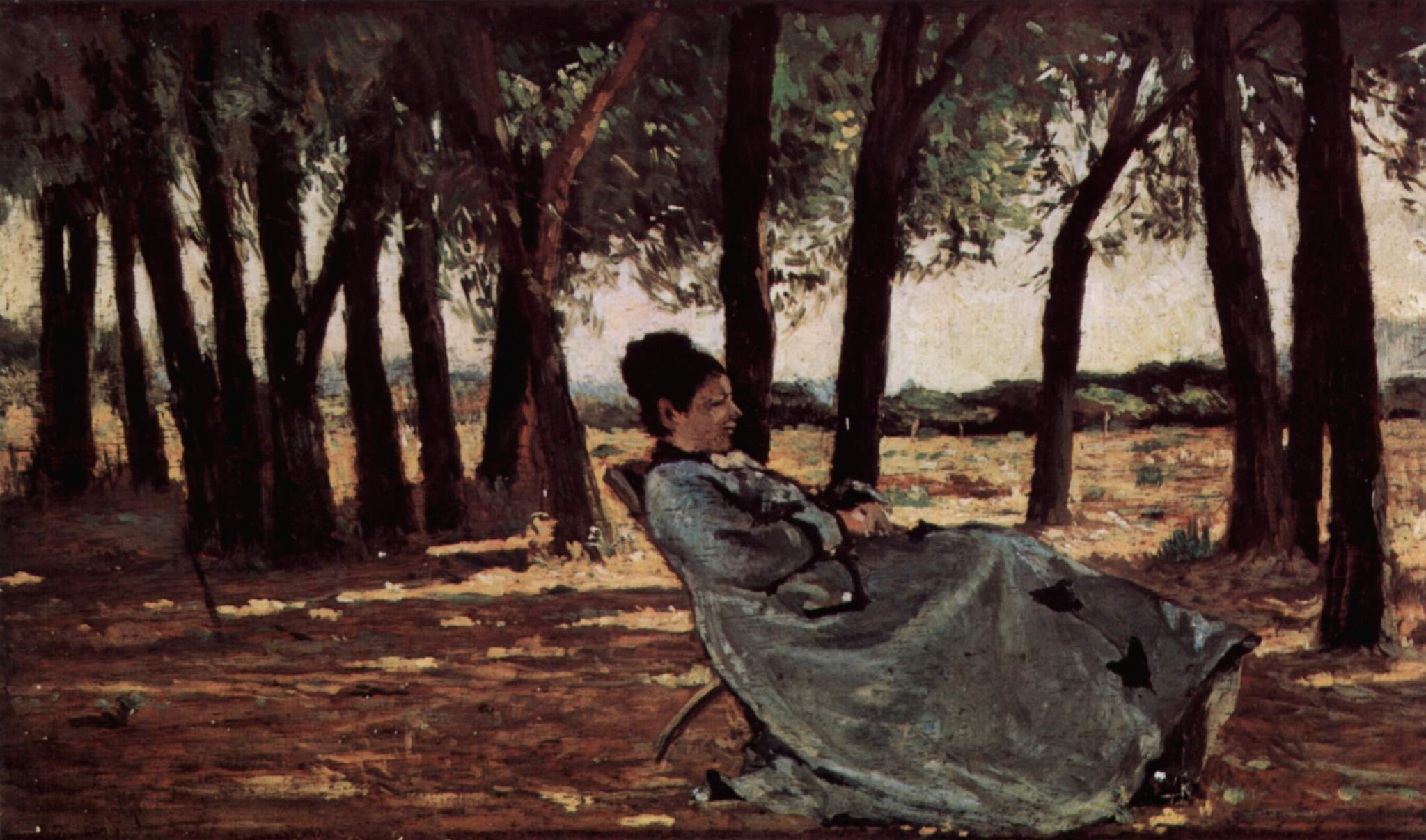
G. Fattori, La signora Martelli a Castiglioncello
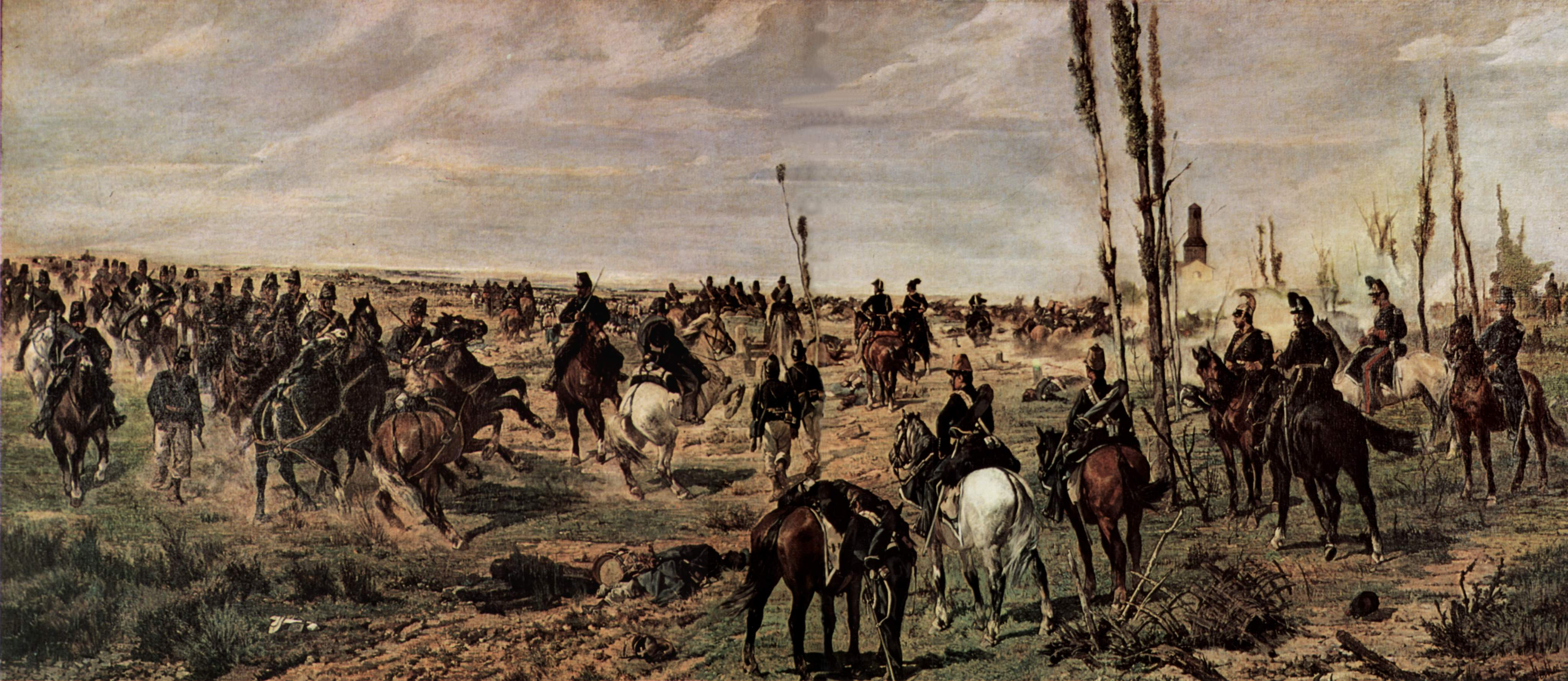
G. Fattori, Assalto a Madonna della Scoperta

## Source de la traduction
- (it) Cet article est partiellement ou en totalité issu de l’article de Wikipédia en italien intitulé « Museo civico Giovanni Fattori » (voir la liste des auteurs).